# The Rivers of Belief
Singles de Enigma
Principles of Lust
(1991) Carly's Song
(1993)
The Rivers of Belief est une chanson du groupe Enigma parue sur l'album MCMXC a.D., paru fin 1990.

## Historique
À l'origine, la chanson est parue d'abord en tant que troisième et dernière partie du dernier titre de l'album Back to the Rivers to Belief, puis fut publiée en single en octobre 1991, soit presque un an après la sortie de MCMXC a.D, sous le titre The Rivers of Belief.
On peut trouver sur ce single un autre titre de l'album : Knocking on Forbidden Doors. Il s'agit du quatrième et dernier single extrait de l'album, après Sadeness, succès mondial du début des années 1990, Mea Culpa (Part II) et Principles of Lust en 1991, qui fut un succès planétaire grâce à de sons novateurs, ce qui posera les bases de la musique new age.

### Sortie et accueil
Lors de sa sortie en single le 7 octobre 1991, The Rivers of Belief n'obtient de succès escompté par rapport à Sadeness (Part I) et Mea Culpa, les deux premiers extraits de l'album MCMXC a.D.. En effet, le single obtient un succès limité au Royaume-Uni, où il occupe la 68e place des charts et relativement modeste en Suède, où il est classé en 37e des meilleures ventes de singles. Le titre n'est classé ni en France ni en Allemagne.

## Titres
1. The Rivers of Belief (Radio Edit) – 4:21
2. The Rivers of Belief (Extended Version) – 7:49
3. Knocking on Forbidden Doors – 3:46

## Classements hebdomadaires
| Classement (1991-1992)         | Meilleure place |
| ------------------------------ | --------------- |
| Suède (Sverigetopplistan)      | 37              |
| Royaume-Uni (UK Singles Chart) | 68              |
| Australie (ARIA Charts)        | 160             |

## Crédits
- Paroles et musique : Michael Cretu (crédité Curly M.C.) et David Fairstein
- Copyright 1990-1991 Virgin Records